# Chhatak
Chhatak è un sottodistretto (upazila) del Bangladesh situato nel distretto di Sunamganj, divisione di Sylhet. Si estende su una superficie di 434,76 km² e conta una popolazione di 273.153 abitanti (dato censimento 1991).